# 戈尔登代尔 (华盛顿州)
戈尔登代尔（英語：Goldendale），是美国华盛顿州克里基塔特县下属的一座城市。根据 2000年美国人口普查，该市有人口3,760人。根据2010年美国人口普查，该市有人口3,407人。而2011年估计该市有3,471人。